# Oddset Lången
Oddset Lången är ett penningspel hos Svenska Spel där man kan spela antingen via olika ombud eller över Internet.

## Utfall
Man kan spela på utfallet på en till tio matcher. Man spelar på utfallet av olika matcher där man kan spela på antingen hemmaseger (1), oavgjort (X) eller bortaseger (2). Matcher som ställs in får automatiskt oddset 1,00 och alla tre utfall blir giltiga. Utfallet gäller för match som har spelats full tid. Om en match går till förlängning eller straffar är det resultat som stod vid full tid som gäller.
dvs om det står 0-0 innan förlängning/straffar efter 90min så är det det som räknas

## Insatser
Insatsen man får göra är från 10 kronor upp till 500 kronor per spelkupong. Oddset får inte vara högre än att insatsen gånger det totala oddset överstiger 300 000 kronor. Oddset per match sätts av Svenska Spel och oddset kan öka/minska efter förändrade förutsättningar etc. När spelet är inlämnat förblir spelarens odds fast. Det totala oddset räknas samman genom att multiplicera de olika odds man spelar på och avrundas till närmaste hundradel.

## Matcherna
minst 1 och högst 10 matcher. Vinsten får dock inte överstiga 300.000 kronor. Det är inte tillåtet att kombinera ett långensystem med olika spel ifrån samma match.

## Spelkort
Svenska Spel inför till sommaren 2014 obligatoriskt spelkort för allt spel med undantag för köp av fysiska lotter och spel inne på Casino Cosmopols kasinon.
Under hösten 2018 blev samtliga spelkort från Svenska spel ogiltiga numera gäller endast legitimation på samma sätt som spelkorten har fungerat.

## Vinst
Vinst blir det om alla utfall man har spelat på går in. Vinner man så blir summan av den utbetalade delen insatsen gånger oddset. Vinsten blir utbetald del minus insats.
Långenliknande spel erbjuds av andra än Svenska Spel men av bolag som inte ligger i Sverige. Då sker spelet över Internet. 